# حزقيال كانيت
حزقيال كانيت (بالإسبانية: Ezequiel Cañete)‏ هو لاعب كرة قدم أرجنتيني في مركز الهجوم، ولد في 17 يونيو 1999 في Puerto Rico, Argentina ‏ في الأرجنتين. لعب مع بوكا جونيورز ويونيون دي سانتا في.

## وصلات خارجية
- حزقيال كانيت على موقع قاعدة بيانات كرة القدم.إي يو (الإنجليزية)
- حزقيال كانيت على موقع Soccerway.com (الإنجليزية)